# کریستین سلزیا
کریستین سلزیا (انگلیسی: Christian Celesia؛ زادهٔ ۲۲ ژانویهٔ ۲۰۰۲) بازیکن فوتبال است.